# Pega Pega
Pega Pega (en español: La Trampa) es una telenovela brasileña creada por Claudia Souto, producida y transmitida por Rede Globo desde el 6 de junio de 2017 hasta el 8 de enero de 2018. Fue retransmitida por la Rede Globo en 2021 y logró bajos índices de audiencia.
Es protagonizada por Mateus Solano, Camila Queiroz, Vanessa Giácomo, Elizabeth Savalla, Thiago Martins, Marcelo Serrado, Mariana Santos, Nanda Costa y João Baldasserini, y antagonizada por Irene Ravache, Reginaldo Faria, Ângela Vieira y Marcos Veras.

## Sinopsis
Situada en Río de Janeiro, en los barrios de Copacabana y Tijuca, la telenovela tiene como argumento central el robo del tradicional hotel de lujo, el Palacio Carioca y su desarrollo en la vida de cada uno de los involucrados, ya sea invitados, sospechosos o empleados. El propietario, Pedrinho Guimarães (Marcos Caruso), heredó el hotel familiar y nunca lo vio como un negocio, sino como una forma de gastar y dilapidar. El playboy abusó de todo el glamour y cayó en la juerga, dejando de lado la administración del hotel en sí. Como consecuencia, el Carioca estaba perdiendo su prestigio y, principalmente, su dinero. Al borde de la bancarrota, Pedrinho, con la intención de vivir en los Estados Unidos en compañía de su mayordomo Nelito (Rodrigo Fagundes) y su nieta Luíza (Camila Queiroz), vende el hotel a Eric Ribeiro (Mateus Solano), uno de los más respetados hombres de negocios en Brasil, pero no mencionaron que su nieta, que siempre vivió como hotel, se enamoró de Eric y sufrió en silencio con la venta.

## Elenco
| Actor/Actriz        | Personaje                     |
| ------------------- | ----------------------------- |
| Camila Queiroz      | Luíza Guimarães               |
| Mateus Solano       | Eric Ribeiro                  |
| Nanda Costa         | Sandra Helena                 |
| Thiago Martins      | Júlio                         |
| Vanessa Giácomo     | Antônia                       |
| Marcos Caruso       | Pedro Guimarães (Pedrinho)    |
| Marcelo Serrado     | Vitor Aguiar (Malagueta)      |
| João Baldasserini   | Agnaldo                       |
| Irene Ravache       | Sabine Favre                  |
| Mariana Santos      | Maria Pia Camargo             |
| Marcos Veras        | Domenico                      |
| Valentina Herszage  | Elizabeth Ribeiro (Bebeth)    |
| Nicette Bruno       | Elza                          |
| Cristina Pereira    | Maria dos Prazeres (Prazeres) |
| Elizabeth Savalla   | Arlete                        |
| Rodrigo Fagundes    | Nelito                        |
| Guilherme Weber     | Douglas                       |
| Milton Gonçalves    | Cristovão                     |
| Danton Mello        | Borges                        |
| Dani Barros         | Tereza Borges                 |
| Jaffar Bambirra     | Márcio Borges                 |
| Reginaldo Faria     | Athaíde Camargo               |
| Ângela Vieira       | Lígia Camargo                 |
| Paulo Vilhena       | Evandro                       |
| Rômulo Neto         | Lourenço                      |
| Bernardo Marinho    | Wanderley                     |
| Ícaro Silva         | Dílson                        |
| Marcelo Escorel     | Delegado Siqueira             |
| Márcio Kieling      | Adriano                       |
| Cacá Amaral         | Timóteo                       |
| Jeniffer Nascimento | Tânia                         |
| Sérgio Menezes      | Sérgio                        |
| Álamo Facó          | Matias                        |
| Edmilson Barros     | Aníbal                        |
| Lucci Ferreira      | Cássio                        |
| Thiaré Maia         | Natália                       |
| Virgínia Rosa       | Madalena                      |
| Pedro Cassiano      | Xavier                        |
| Beto Vandesteen     | Chef D’Angelo                 |
| Bruna Spínola       | Cíntia                        |
| David Junior        | Dom Favre                     |
| Edvana Carvalho     | Dulcina                       |
| Isabela Lima        | Ingrid                        |
| Rômulo Delduque     | Renato                        |
| Gabriel Sanches     | Rubia/Flávio                  |
| Júlia Lund          | Mônica                        |
| Luís Navarro        | Leonardo                      |
| Natasha Sierra      | Margot                        |
| Rafhaela Castro     | Gilda                         |
| Fábio Felipe        | Expedito                      |
| Rodrigo Mathias     | Murilo                        |
| Ana Isabela Godinho | Nina                          |
| Zecarlos Moreno     | Otávio                        |
| Bruno Nunes         | Elias                         |
| Regiana Antonini    | Neide                         |
| Marina Rigueira     | Mirella Ribeiro               |
| Leandra Caetano     | Drica                         |
| Gilberto Marmorosch | Gilmar                        |